# Norðragøta
Norðragøta er en bygd på Færøerne beliggende på østkysten af Eysturoy. Almindeligvis udgør Norðragøta sammen med Syðrugøta og Gøtugjógv området Gøta i bunden af den brede fjord Gøtuvík som har indløb mellem Gøtunes i nord og Mjóvanes i syd. Afstanden fra Gøtunes og ind er cirka 6 kilometer, mens længden på sydsiden er 11 km.
Gøta har sandsynligvis fået sit navne fra en vardesti eller vej som i tidligere tider gik gennem området, og som folk har bosat sig ved, da gøta er det færøske ord for "gade". Norðragøta, Syðrugøta, Gøtugjógv og Gøtueiði betyder derfor henholdsvis Nordregade, Søndregade, Gadekløft og Gadeejde. Navnet bøjes Gøtu ([gøːto]) i akkusativ, dativ og genitiv.
Kommunen havde 1. januar 2015 1072 indbyggere og et areal på 30,5 kvadratkilometer. Borgmester fra 2005 til 2008 var Hans Mourits Foldbo. Kommunens venskabskommune var Vestmannaeyjar, Island. Fra 1. januar 2009 er Gøtu kommuna sammenlagt med Leirvíkar kommuna til Eysturkommuna. Pr. 1. januar 2024 var folketallet i Eysturkommuna 2.296. 
Eysturkommunas rådhus i Norðragøta fra 2015 er bygget ind i naturen over åen og ned mod stranden i Norðragøta. Rådhuset er omkring 600 kvadratmeter stort, og i bygningen er der byrådssal og en reception, samt kontorer og mødelokaler.
Bygden fik sit første havneanlæg i 1945, og det er siden blevet udvidet ad flere gange. Fiskerihavnen har et stort kajareal. Her ligger også bygdens største virksomhed, Fiskavirkið í Gøtu, som har ca. 100 arbejdspladser og producerer især saltet fisk til markeder i Spanien, Italien, Grækenland og Portugal. Der er også flere andre mindre virksomheder i havneområdet, som blandt andet et fiskeeksportfirma og en plastvarefabrik. I bugten Gøtuvík findes flere lakseopdrætsanlæg.

## Den gamle kirke i Norðagøta
Gøta kirkja, (eldra) er en af de traditionelle færøske trækirker. Kirken blev indviet den 22. september 1833. Kirken repræsenterer, i lighed med andre jævnaldrende bygdekirker, det bedste i færøsk snedker- og tømrerhåndværk. Det er ikke den første kirke på stedet. Den første kirke stod indtil 1724, hvor man byggede en ny, som blev ødelagt af en storm i 1740, så man måtte bygge en ny, som stod til 1833, hvor man byggede den nuværende kirke.
Norðragøta hører under Gøta kirkesogn som omfatter bygderne fra den tidligere Gøtu kommuna. Tidligere var trækirken Gøtu kirkja fra 1833 i Norðragøta sognekirke, men fra 1995 benyttes den nye kirke Gøtu kirkja ved 
Gøtugjógv til dette formål.

## Historie
Det er ikke kendt hvornår bygden blev grundlagt, men den er første gang nævnt i Færingesagaen.  En af hovedpersonerne i Færingesagaen, Tróndur í Gøtu, havde sin hovedgård her. Derved har Gøta været kendt siden vikingetiden på Færøerne, som endte med Tróndurs død i Gøta 1035. Det er uvist om Gøta i denne sammenhæng var Norðragøta eller Syðrugøta, men Norðragøta er oftest trukket frem som stedet. Tróndur var en hedensk vikingehøvding som styrede hele Færøerne i en periode, og fremstilles som den onde i sagaen. Sigmundur Brestisson, hvis far Tróndur dræbte, fremstilles som den gode, selv om også Sigmundur ledede røvertogter med mord og brand til følge. Sigmundur besejrede til slut Tróndur og indførte kristendommen omkring år 1000.

## Bevarede ældre huse
I en færøsk bygd har de ældre huse i reglen navne, og husene i bygdens gamle bevarede bydel bærer navnene Blásastova, Glyvra Hanus hus, Jákupsstova og Pers hus. Med i helheden hører også den gamle hølade, tilhørende Blásastova, samt bygdens gamle kirke.
Blásastova er et bondehus opført i 1833. I 1860 forlængede man huset med en mindre tilbygning i den øvre ende. Huset er opført efter 1800-tallets traditionelle byggeskik – af tømmer på en sokkel af sten. Langs den nordlige ydervæg er der opført en stenvæg for at beskytte mod storm og regn. Huset er tækket med et tykt lag næver (birkebark) over lægterne, og derover græstørv. De udvendige vægge er tjæret med kultjære, indvendig står samtlige skillerum, lofter og gulve i høvlet, ubehandlet fyrretræ.
Bygden Gøta's fortidsmindeforening har indrettet Blásastova som museum. I rummene kan man se redskaber, husgeråd og bohave, der afspejler livet i en færøsk bondegård i vore oldeforældres tid. I høladen er der ligeledes indrettet museum, her fremvises redskaber, der har forbindelse med udendørs arbejde.
De øvrige to gamle huse er fiskerhuse bygget efter århundredskiftet, da landbruget mistede sin dominerende økonomiske rolle, og Færøerne var ved at blive et havfiskersamfund. De to huse blev bygget i henholdsvis 1902 og 1907. I stedet for den gamle røgstue fik man nu køkken med indlagt vand og vask.
Glyvra Hanus' hus er restaureret og indrettet til mødested for foreningens medlemmer og andre arrangementer. De to øvrige bevarede og nyrestaurerede huse er private, de ejes af de familier, der stammer herfra, og benyttes som sommerboliger. Til helheden hører yderligere kirken, der er bygget i 1833.

## Sport
Fodboldklubben Víkingur Gøta blev grundlagt i 2008, som en fusion af GÍ Gøta og Leirvík ÍF. Klubben spiller på Sarpugerði Stadion.

## Galleri
- Traditionelle færøske huse med græstag i Norðragøta
- Huset "hjá glyvra Hanusi"
- Huset "hjá glyvra Hanusi" som frimærke
- Traditionelle færøske huse med græstag i Norðragøta
- Norðragøta, set fra Syðrugøta